# Evangelische Broedergemeente (Haarlem)
De Evangelische Broedergemeente (Haarlem) is het kerkgebouw en de plaatselijke gemeenschap van de Evangelische Broedergemeente (EBG), oftewel de Moravische broeders oftewel de hernhutters, een protestants kerkgenootschap, in de stad Haarlem in Nederland.
Sinds 1876 is de EBG in Haarlem gevestigd in een gebouw op Parklaan 34, in het centrum van Haarlem dicht bij het station. De kerk is ontworpen door de architect D.E.L. van den Arend, een zoon van de Haarlemse stadsarchitect J.E. van den Arend.
Het kerkgebouw is sinds 1989 beschermd als rijksmonument.